# Эль-Иго
Эль-Иго (исп. El Higo) — населённый пункт и муниципалитет в Мексике, входит в штат Веракрус. Население 18 392 человека.